# Oxynoe
Oxynoe is een geslacht van weekdieren uit de klasse van de Gastropoda (slakken).

## Soorten
- Oxynoe antillarum Mörch, 1863
- Oxynoe azuropunctata K. R. Jensen, 1980
- Oxynoe benchijigua Ortea, Moro & Espinosa, 1999
- Oxynoe delicatula Nevill & Nevill, 1869
- Oxynoe kabirensis Hamatani, 1980
- Oxynoe natalensis E. A. Smith, 1903
- Oxynoe olivacea Rafinesque, 1814
- Oxynoe omega Melvill, 1918
- Oxynoe panamensis Pilsbry & Olsson, 1943
- Oxynoe viridis (Pease, 1861)